# Альберт, Флориан
Фло́риан А́льберт (венг. Albert Flórián; 15 сентября 1941, Херцегсанто — 31 октября 2011, Будапешт) — венгерский футболист, нападающий. Один из лучших нападающих европейского футбола 60-х годов, единственный венгерский футболист, награждённый «Золотым мячом». На протяжении всей карьеры выступал за команду «Ференцварош» (1958—1974).
В его честь в Будапеште назван стадион, домашняя арена клуба «Ференцварош»; снесён в 2013 году.

## Биография
Флориан Альберт родился в деревне Херцегсанто, которая находилась около границы с Сербией, в семье кузнеца. Там же он начал играть в футбол, учась этому у двух своих старших братьев. Мать Альберта принадлежала к этнической группе «шокчи», хорватов, проживавших на территории Венгрии. Она умерла, когда Флориану было всего два года. Через восемь лет семья перебралась в Будапешт. В возрасте 11-ти лет он попал в футбольную школу «Ференцвароша». Он равнялся на тогдашних звёзд венгерского футбола Кочиша, Пушкаша, Божика, Хидегкути. Сам Флориан, по собственным словам, и брал пример с последнего. Однако тренеры молодёжной команды «Ференцвароша» видели в футболисте лишь центрального защитника. Лишь спустя несколько лет он был переведён в полузащиту, а затем и в нападение.

## Достижения

### Командные
«Ференцварош»
- Чемпион Венгрии (4): 1963, 1964, 1967, 1968
- Обладатель Кубка Венгрии: 1972
- Бронзовый призёр Кубка Венгрии: 1964
- Обладатель Кубка ярмарок: 1965

Сборная Венгрии
- Бронзовый призёр Олимпийских игр: 1960
- Бронзовый призёр Чемпионата Европы 1964

### Личные
- Обладатель «Золотого мяча» (France Football): 1967
- Лучший молодой игрок чемпионата мира 1962 года
- Футболист года в Венгрии (2): 1966, 1967
- Лучший бомбардир Кубка европейских чемпионов: 1966
- Лучший бомбардир Кубка ярмарок: 1967
- Обладатель «Золотой бутсы» чемпионата мира: 1962
- Лучший бомбардир чемпионата Венгрии (3): 1960, 1961, 1965
- Входит в состав символической сборной по итогам чемпионата Европы по версии УЕФА: 1964
- Входит в символическую сборную чемпионата мира 1966 года
- За «Ференцварош» в чемпионатах Венгрии провёл 351 матч, забил 256 голов
- За сборную Венгрии провёл 75 матчей, забил 31 гол
- Лучший бомбардир «Ференцвароша» в еврокубках: 33 гола
- Офицер ордена Заслуг: 1994

## Статистика выступлений

### Обзор карьеры
| Команда           | Период           | Официальные матчи | Официальные матчи | Неофициальные матчи | Неофициальные матчи | Итого | Итого |
| Команда           | Период           | Игры              | Голы              | Игры                | Голы                | Игры  | Голы  |
| ----------------- | ---------------- | ----------------- | ----------------- | ------------------- | ------------------- | ----- | ----- |
| Ференцварош       | 1958—1975        | 433               | 312               | 304+                | 365+                | 737+  | 677+  |
| Ференцварош II    | 1958—1970        | 11+               | 12                | 0                   | 0                   | 11+   | 12    |
| Венгрия           | 1959—1974        | 75                | 31                | 95+                 | 87+                 | 170+  | 118+  |
| Венгрия (до 18)   | 1957—1959        | 6+                | 11+               | ?                   | ?                   | 6+    | 11+   |
| Венгрия (олимп.)  | 1959—1960        | 9                 | 10                | 2+                  | 4+                  | 11+   | 14+   |
| Сборная Будапешта | 1959—1971        | 4                 | 8                 | 23+                 | 15+                 | 27+   | 23+   |
| Сборная ФИФА      | 1968             | 1                 | 1                 | 0                   | 0                   | 1     | 1     |
| Прочие            | 1967—1973        | -                 | -                 | 5                   | 4                   | 5     | 4     |
| Всего за карьеру  | Всего за карьеру | 539+              | 385+              | 429+                | 475+                | 968+  | 860+  |

### Клубная карьера
| Клуб             | Сезон            | Лига | Лига | Кубок Венгрии | Кубок Венгрии | Еврокубки | Еврокубки | Итого | Итого | Товарищеские матчи | Товарищеские матчи | Всего | Всего |
| Клуб             | Сезон            | Игры | Голы | Игры          | Голы          | Игры      | Голы      | Игры  | Голы  | Игры               | Голы               | Игры  | Голы  |
| ---------------- | ---------------- | ---- | ---- | ------------- | ------------- | --------- | --------- | ----- | ----- | ------------------ | ------------------ | ----- | ----- |
| Ференцварош      | 1958/59          | 15   | 6    | -             | -             | 0         | 0         | 15    | 6     | 14+                | 13+                | 29+   | 19+   |
| Ференцварош      | 1959/60          | 26   | 28   | -             | -             | 2         | 2         | 28    | 30    | 21+                | 22+                | 49+   | 52+   |
| Ференцварош      | 1960/61          | 26   | 21   | -             | -             | 1         | 0         | 27    | 21    | 7+                 | 3+                 | 34+   | 24+   |
| Ференцварош      | 1961/62          | 22   | 17   | -             | -             | 0         | 0         | 22    | 17    | 21+                | 31+                | 43+   | 48+   |
| Ференцварош      | 1962/63          | 21   | 11   | -             | -             | 5         | 3         | 26    | 14    | 20+                | 33+                | 46+   | 47+   |
| Ференцварош      | 1963             | 12   | 11   | -             | -             | 2         | 2         | 14    | 13    | 14+                | 14+                | 28+   | 27+   |
| Ференцварош      | 1964             | 16   | 19   | 2             | 5             | 13        | 4         | 31    | 28    | 17+                | 29+                | 48+   | 57+   |
| Ференцварош      | 1965             | 24   | 27   | 0             | 0             | 6         | 7         | 30    | 34    | 10+                | 12+                | 40+   | 46+   |
| Ференцварош      | 1966             | 25   | 24   | 7             | 8             | 6         | 8         | 38    | 40    | 15+                | 24+                | 53+   | 64+   |
| Ференцварош      | 1967             | 27   | 28   | 6             | 6             | 9         | 4         | 42    | 38    | 11+                | 19+                | 53+   | 57+   |
| Ференцварош      | 1968             | 27   | 19   | 4             | 0             | 0         | 0         | 31    | 19    | 31+                | 46+                | 62+   | 65+   |
| Ференцварош      | 1969             | 13   | 11   | 0             | 0             | 0         | 0         | 13    | 11    | 7+                 | 10+                | 20+   | 21+   |
| Ференцварош      | 1970             | 8    | 4    | 0             | 0             | 0         | 0         | 8     | 4     | 6+                 | 3+                 | 14+   | 7+    |
| Ференцварош      | 1970/71          | 24   | 7    | 0             | 0             | 2         | 0         | 26    | 7     | 39+                | 49+                | 65+   | 56+   |
| Ференцварош      | 1971/72          | 30   | 15   | 5             | 2             | 9         | 5         | 44    | 22    | 28+                | 26+                | 72+   | 48+   |
| Ференцварош      | 1972/73          | 26   | 6    | 0             | 0             | 3         | 0         | 29    | 6     | 25+                | 23+                | 54+   | 29+   |
| Ференцварош      | 1973/74          | 9    | 2    | 0             | 0             | 0         | 0         | 9     | 2     | 17+                | 7+                 | 26+   | 9+    |
| Ференцварош      | 1974/75          | -    | -    | -             | -             | -         | -         | 0     | 0     | 1                  | 1                  | 1     | 1     |
| Всего за карьеру | Всего за карьеру | 351  | 256  | 24            | 21            | 58        | 35        | 433   | 312   | 304+               | 365+               | 737+  | 677+  |